# Ковальджи, Кирилл Владимирович
Кири́лл Влади́мирович Ковальджи́ (14 марта 1930, село Ташлык — 10 апреля 2017, Москва) — советский и российский поэт, прозаик, литературный критик и переводчик. Главный редактор журнала «Кольцо А». Заслуженный работник культуры Российской Федерации (2006).

## Биография
Родился в селе Ташлык в болгаро-армянской семье. Его отец — Владимир Иванович Ковальджи (1901—1984) — был помощником нотариуса, бухгалтером, мать — Маргарита Николаевна Урфалова (Урфалянц; 1899—1985) — домохозяйкой. Детство прошло в Кагуле и Аккермане
В 1954 году окончил Литературный институт имени А. М. Горького. Работал журналистом в Кишинёве (1954—1959), консультантом в правлении Союза писателей СССР (1959—1970), зам. главного редактора журнала «Советская литература» (на иностранных языках) (1970—1972), зав. отделом журнала «Литературное обозрение» (1972—1977), зав. отделом критики журнала «Юность» (1977—1990), главным редактором издательства «Московский рабочий» (1992—2000), с 2001 по 2013 — руководитель программы интернет-журнал «Пролог» (Фонд СЭИП), с марта 2013 года — гл. редактор журнала СПМ «Кольцо А».
Член Союза писателей СССР с 1956 года, секретарь Союза писателей Москвы с 1992 года. Член Русского ПЕН-центра. Член редколлегии альманахов «Муза», журнала «Юность». Лауреат литературной премии Союза писателей Москвы «Венец» (2000), премии еженедельника «Поэтоград» (2010), премии журнала «Дети Ра» (2014), Заслуженный работник культуры РФ (2006).
Умер в 2017 году. Похоронен на Ваганьковском кладбище (уч. 40).

## Литературная студия Кирилла Ковальджи
Из литературной студии Кирилла Ковальджи вышли известные советские-русские поэты конца XX — начала XXI веков: Иван Жданов, Александр Ерёменко, Юрий Арабов, Нина Искренко, Алексей Парщиков, Евгений Бунимович, Владимир Тучков, Виктор Коркия, Марк Шатуновский, Владимир Друк, и другие.
Студию Ковальджи посещали такие поэты, как Игорь Иртеньев, Вилли Брайнин-Пассек (в 1980-е), Виталий Кальпиди позднее Александр Переверзин, Елена Дорогавцева, Наталья Полякова, Елена Лапшина, Евгений Никитин и др. Традиции студии возрождались в 2007—2009 годах в Московском поэтическом клубе при Stella Art Foundation, председателем которого был Кирилл Ковальджи.

## Творчество
Публиковался как поэт с 1947 года. Печатался в журналах «Новый мир», «Дружба народов», «Континент», «Октябрь», «Юность», «Огонёк», «Арион», «Нева» и других. Автор ряда книг стихов («Испытание», 1955, «Голоса», 1972, «После полудня», 1981, «Книга лирики», 1993, «Невидимый порог», 1999, «Тебе. До востребования», 2003, «Зёрна», 2005, «Избранная лирика», 2007) и прозы (роман «Лиманские истории», 1970, «Свеча на сквозняке», 1996, «Обратный отсчёт», 2004). К 80-летию писателя вышло «Литературное досье. Кирилл Ковальджи» (2010). Сборник новых стихотворений «Дополнительный взнос» (2012). «Моя мозаика или По следам кентавра» (2013), «Сонеты» (2014), «Поздние строки» (2017).
Переводил поэтов Молдавии — Андрея Лупана, Ем. Букова, Г. Менюка, П. Боцу, и др. поэтов Румынии — М. Эминеску, Дж. Кошбука, Н. Стэнеску, М. Сореску, М. Динеску, Лео Бутнару и др.
Стихи и проза Кирилла Ковальджи переводились на ряд европейских языков, отдельные издания в Румынии, Польше, Болгарии, Молдавии.
На стихи К. Ковальджи написан ряд песен, в том числе: «Новогодний вальс» и «О Ленинграде» (автор музыки — композитор Михаил Чистов) и альбом «Невидимый порог», записанный в 2018 г. сыном поэта Владимиром Ковальджи.

## Отзывы и критика
Максимально широкий диапазон формальных и стилистических приёмов у Кирилла Ковальджи. Его стихи зачастую состоят из одной, двух, трёх строк, хотя не чурается он и более развёрнутых форм, например, сонета и венка сонетов.
В каком бы жанре ни писал поэт — его стихи о каждом из нас, стремящихся понять, что же вокруг происходит, в каком мире мы живём, что такое добро и что такое зло. Это стихи-размышления, стихи, по глубине сравнимые с философскими трактатами.
— Евгений Степанов

## Награды и звания
- Медаль «Михай Эминеску» (15 июня 2000 года, Молдавия) — за заслуги в деле национального возрождения, значительный вклад в пропаганду литературного наследия Михая Эминеску и утверждение национальных духовных ценностей[4].
- Медаль «За трудовую доблесть» (8 июня 1960 года) — за выдающиеся заслуги в развитии молдавского искусства и литературы и в связи с декадой молдавского искусства и литературы в гор. Москве[5].
- Заслуженный работник культуры Российской Федерации (10 апреля 2006 года) — за заслуги в области культуры и многолетнюю плодотворную работу[6].
- Благодарность Президента Российской Федерации (7 января 2002 года) — за активное участие в работе Комиссии по вопросам помилования при Президенте Российской Федерации[7].
- Благодарность Президента Российской Федерации (5 июля 1999 года) — за большой вклад в обеспечение деятельности Президента Российской Федерации по вопросам помилования и завершение работы по помилованию всех осуждённых к смертной казни[8].
- Почётная грамота Московской городской думы (1 марта 2000 года) — за заслуги перед городским сообществом[9].